# Državni komunikacioni štab
Državni komunikacioni štab/Vladin štab za komunikacije (енгл. GCHQ) je obaveštajna i bezbednosna služba, odgovorna za pružanje i osiguranje elektronskih obaveštajnih podataka i informacija primenom tehničkog metoda (TECHINT) i njegovih sakupljčkih disciplina (SIGINT, ELINT, IMINT, COMINT), Vladi i oružanim snagama Ujedinjenog Kraljevstva. Sedište je u takozvanoj „Krofni” u predgrađu Čeltnama od 1952. godine. GCHQ je odgovoran državnom Sekretaru za inostrane i poslove Komonvelta (Boris Džonson od 13. jula 2016.), ali nije deo Ministarstva inostranih poslova, a njen direktor je u rangu redovnog sekretara.
GCHQ je prvobitno osnovan nakon Prvog svetskog rata kao Vladina škola za kodiranje i šifru (Government Code and Cypher School - GC&CS) i bio je poznat pod tim imenom sve do 1946. Tokom Drugog svetskog rata bio je lociran u Blečli parku, poznatom po svojoj ulozi u rešavanju nemačkih Enigma kodova. Trenutno postoje dva glavna dela štaba, Organizacija za složene signale (CSO), koja je odgovorna za prikupljanje podataka, i Nacionalni centar za sajber sigurnost (NCSC), koji je odgovoran za osiguranje vlastitih komunikacija Velike Britanije.
Zajednički tehnički jezički servis (JTLS) je mali osek i međuvladin resurs koji je odgovoran za pretežno tehničku jezičku podršku i usluge prevođenja i tumačenja u vladinim odeljenjima. Kolociran je zajedno sa GCHQ-om u administrativne svrhe.
Godine 2013, GCHQ je dobio znatnu medijsku pažnju kada je Edvard Snouden, bivši izvršilac Agencije za nacionalnu bezbednost SAD-a, otkrio da je Agencija prikupljala sve mrežne i telefonske podatke u Ujedinjenom Kraljevstvu putem Tempora programa. Ovo je pokrenulo rastuće Globalno nadzorno razotkrivanje.

## Ključne funkcije GCHQ
Prema većini zvaničnih izvora ključne funkcije Vladinog štaba za komunikacije su:
- elektronske obaveštajne aktivnosti tj. primena i korišćenje sofisticirane tehnologije za prikupljanje elektronskih i digitalnih signala, u podršci nacionalnoj bezbednosti, vojnim operacijama i borbi protiv najtežih oblika organizovanog kriminala;
- bezbednost informacija tj. zaštita britanskih komunikacija i informacionih sistema od hakerskih upada, uništavanja i ometanja;

Prema Zakonu o obaveštajnim službama iz 1994. godine GCHQ je zadužen i za:
- nadgledanje i presecanje elektromagnetnih, zvučnih i drugih signala i opreme koja proizvodi takve signale;
- prikupljanje i ustupanje informacija proisteklih ili u vezi sa takvim signalima ili opremom i signala iz šifrovanih materijala;
- pružanje saveta/pomoći u vezi:
  - stranih jezika (uključujući i tehničku terminologiju)
  - i šifrovanja i ostalih pitanja vezanih za zaštitu informacija i ostalih materijala oružanim snagama Kraljevstva, Vladi njenog Veličanstva u Velikoj Britaniji ili Ministarstvu Severne Irske ili svakoj drugoj organizaciji koja je određena za svrhe ovog člana na način koji odredi premijer;

Ove funkcije GCHQ obavlja u interesu nacionalne bezbednosti, posebno u oblasti odbrane i spoljne politike Velike Britanije, interesu ekonomskog blagostanja Velike Britanije vezano za dela ili namere lica izvan britanskog ostrva, ili kao podršku sprečavanju ili otkrivanju ozbiljnih zločina. 
Odgovoran je i za razvoj kodova i operativnih procedura sa ciljem zaštite komunikacionih potencijala Vlade Velike Britanije.

## Nadzor i kontrola
Za svoj rad GCHQ je neposredno odgovoran kabinetu premijera i PSIS, na njenom čelu je načelnik kojeg postavlja premijer i odgovoran je za efikasno delovanje službe u okviru zakonom uređenog delokruga rada. Njegova dužnost je da garantuje da služba:
- ne prikuplja druge informacije sem onih neophodnih za obavljanje funkcija službe;
- ne otkrije više informacija javnosti nego što je neophodno za obavljanje funkcija službe ili u svrhe krivičnog postupka;
- ne preuzme nikakve radnje u interesu političkih stranaka (posebno značajno zbog mogućnosti GCHQ na planu kontrole svih vrsta telefonskog saobraćaja kao i drugih sredstava za komunikacije; potencijali GCHQ veoma osetljivi zbog mogućnosti ugrožavanja privatnosti građana);

Načelnik je dužan da premijeru i ministru spoljnih poslova podnese godišnji izveštaj, kao i periodične izveštaje po spostvenoj proceni i na osnovu iskazanih potreba službe.

## Organizacija i kadrovi
Centrala službe je organizovana u više izvršnih i neoperativnih direktorata:
- Za SIGINT misije u kojoj deluju odeljenja za matematiku i kriptoanalize, IT i računarske sisteme, lingvistiku i prevođenje obaveštajnih informacija;
- Poslovno okruženje tj. preduzeća u kojima deluju odeljenja za razvoj novih tehnologija, korporativna znanja i informacione sisteme;
- Korporativno rukovođenje;
- Rukovođenje;
- Ljudske resurse;
- Unutrašnji nadzor;
- Za bezbednost elektronskih i komunikacijskih sitema (Communications Electronics Security Group - CESG), koja savetuje vladine i vojne ustanove i institucije u oblasti zaštite njihovih informacionih i komunikacijskih sitema;

Direktorati imaju razvijenu unutrašnju organizaciju (npr. Drektorat za operacije ima osam odeljenja od kojih su najznačajnija za kriptoanalizu (Cryptoanalysis - H), specijalne SIGINT operacije (J) i statičke operacije (Statistical operations - S).